# Ивняки
Ивняки — посёлок в Ярославском районе Ярославской области России. 
В рамках организации местного самоуправления является административным центром Ивняковского сельского поселения; в рамках административно-территориального устройства включается в Ивняковский сельский округ в качестве его центра. Ранее входил в состава Бекреневского сельсовета.

## География
Посёлок расположен у западной границы Ярославля. Построен на территории центральной усадьбы совхоза «Пахма». На севере граничит с садоводческими товариществами («Ивняки», «Медик-2», «Текстильщик-1»), на юге и востоке с посёлком Творогово, на западе с садоводческими товариществами («Мичуринец-2», «Металлург», «Шинник», «Восход», «Южный», «Локомотив-1», «Сажевик») и агрофирмой «Пахма».

## История
В 1980 году был основан посёлок Ивняки под руководством Александра Александровича Коряшкина.
В 1987 году построен детский сад №42 «Родничок».
В 1989 году построена Ивняковская средняя школа.
В 2006 году посёлок вошёл в состав Ивняковского сельского поселения, образованного в результате слияния Ивняковского и Бекреневского сельсоветов.
В 2007 году открыта часовни в память о погибших земляках.
В 2014 году построен спортивно-культурный центр «Созвездие».
В июне 2016 года сдан первый корпус детского сада №3 «Ивушка».
В 2018 году сдан жилой комплекс «Ярославский». Домам присвоена улица Береговая.
В сентябре 2020 года сдан второй корпус детского сада №3 «Ивушка».

## Население
| 2007 | 2010  | 2021  |
| ---- | ----- | ----- |
| 2498 | ↗2709 | ↗4570 |

Население посёлка растёт, в основном, за счёт активного многоэтажного жилого строительства.
По состоянию на 1989 год в посёлке проживало 2185 человек.
Национальный и гендерный состав
Согласно результатам переписи 2002 года, в национальной структуре населения русские составляли 97 % из 2546 чел., из них 1145 мужчин, 1401 женщин.
Согласно результатам переписи 2010 года население составляло 2709 человек, в том числе 1248 мужчины и 1461 женщины.

## Социальная сфера
В селе имеется администрация Ивняковского сельского поселения, средняя школа, детские сады №3 «Ивушка» и №42 «Родничок», почтовое отделение №150507, таксофон (около дома №9А), столовая, амбулатория (филиал Ярославской центральной районной больницы) и пункт СМП, МФЦ «Мои документы», отделение Пенсионного фонда РФ по Ярославской области, аптека, физкультурно-оздоровительный комплекс, Сбербанк, комплексный центр развития поселения и ряд частных коммерческих организаций.
Планируется строительство закрытого теннисного корта.

## Достопримечательности
- Часовня памяти погибшим в годы Великой Отечественной войны[17].

## Улицы и переулки
Улицы: Прудовая, Береговая, Светлая, Ярославская, Новосёлов, Строителей, Луговая, Центральная.
Переулки: Механизаторов, Светлый.

## Транспорт
На Центральной улице посёлка через остановки «Посёлок Ивняки» и «Центральная улица» проходят маршруты городского общественного транспорта №№ 17 «ЯШЗ – Ивняки» и 85 «Машприбор — Ивняки».
На Юго-Западной окружной дороге через остановку «Поворот на Ивняки» проходит пригородный маршрут общественного транспорта № 117 «ТРК Альтаир — Автовокзал».